# イチ押し!ものまねチャンネル!
『イチ押し!ものまねチャンネル!』（いちおし-）とは仙台放送が2007年4月2日から4月6日にかけて放送された番宣番組（つなぎ番組）である（=情報ライブの中半枠）。

## 概要
本番組の司会者である原口あきまさが仙台放送の新番組に対し、アシスタントのデジJUNIくんとものまねでコントを行い、コント終了後に新番組の番宣が放送されると設定というのである。また、番宣終了後には温泉宿泊券のプレゼントのコーナーもあった。

## 出演者
司会
- 原口あきまさ

アシスタント
- デジJUNIくん

## 放送時間
- 2007年4月2日〜4月6日 16:44 - 16:55（日本時間、11分）